# Гавилан Веласкес, Хуан Баутиста
Хуан Баутиста Говилан Веласкес (исп. Juan Bautista Gavilán Velásquez, 24 января 1951 года, Эусебио Айяла, Парагвай) — католический прелат, третий епископ Консепсьона с 8 мая 1994 по 18 декабря 2001 года, четвёртый епископ Коронеля-Овьедо с 18 декабря 2001 года.

## Биография
Родился 24 января 1951 года в многодетной семье в населённом пункте Эусебио Айяла, Парагвай. В 1966 году поступил в начальную семинарию святого Иосифа в Каакупе. В 1972 году продолжил своё богословское обучение в национальной Высшей духовной семинарии. Изучал философию в Католическом университете Вознесения Девы Марии в Асунсьоне. 18 декабря 1977 года был рукоположён в священники для служения в епархии Каакупе. Служил в приходе святого Бернарда в Каакупе. 
В 1987 году окончил Папский Латеранский университет, где защитил лицензиат по пастырскому богословию. Возвратившись в Парагвай, преподавал в национальной Высшей духовной семинарии и с 1988 по 1993 год - в Католическом университете Вознесения Девы Марии.  
5 марта 1994 года папа Иоанн Павел II назначил Хуана Баутисту Говилана Веласкеса епископом Консепсьона. 8 мая 1994 года в Каакупе в соборе Непорочного Зачатия Пресвятой Девы Марии состоялось рукоположение, которое совершил титулярный архиепископ Зараи и апостольский нунций в Парагвае Хосе Себастьян Лабоа Гальего в сослужении с епископом Консепсьона Анибалом Марисевичем Флейтасом и епископом Каакупе Деметрио Игнасио Акино Акино.
18 декабря 2001 года папа Иоанн Павел II назначил Хауна Баутисту Говилана Веласкеса епископом Коронеля-Овьедо.